# Pratt & Whitney
Pratt & Whitney — американський аерокосмічний концерн, виробник авіаційних двигунів для цивільної та військової авіації, ракетних двигунів для NASA; є частиною холдингу United Technologies. Компанія входить в «велику трійку» виробників авіадвигунів разом з Rolls-Royce та General Electric. Крім авіаційних двигунів, Pratt & Whitney виробляє модульні та пересувні газотурбінні установки для промислових цілей, двигуни для локомотивів, ракетні двигуни. Компанія налічує більш ніж 35 000 працівників і обслуговує понад 9 000 клієнтів зі 180 країн світу

## Історія
У квітні 1925, Фредерік Брант Рентшлер з Огайо, колишній менеджер Wright Aeronautical, вирішив заснувати свою власну авіаційну справу. Він, з допомогою своїх компаньйонів Едварда Дідса та Гордона Рентшлера, звернувся до керівництва компанії Pratt & Whitney Measurement Systems, з метою надання йому засобів та місця для виробництва нових авіаційних двигунів його власної розробки. Компанія Pratt & Whitney надала йому позику в розмірі $250,000, права на використання назви Pratt & Whitney, і площі у своїх будівлях. Це було початком підприємства Pratt & Whitney Aircraft Company. Перший двигун Pratt & Whitney — Wasp, був завершений напередодні Різдва 1925 року. Wasp розвинув потужність 425 к.с. (317 кВт) під час третього тестового випробування. Він легко пройшов кваліфікаційні випробування військово-морського флоту в березні 1926 року, і в жовтні ВМС США замовили 200 двигунів. Wasp демонстрував таку швидкість, набір висоти, продуктивність та надійність, що став революцією в американської авіації.
У 1929 Фредерік Рентшлер завершив співпрацю з компанією Pratt & Whitney Machine Tool і заснував корпорацію United Aircraft and Transport, яка була попередницею корпорації United Technologies. Згода дозволила Рентшлеру забрати назву з собою в нову корпорацію.
У 1971 єдиний раз в історії Формули-1 на старт вийшов болід з газотурбінним двигуном Pratt & Whitney — Lotus-56B. Втім в жодній з трьох гонок успіху домогтися не вдалося. Єдиний фініш був на рахунку майбутнього дворазового чемпіона Ф1 Емерсона Фіттіпальді — 8 місце в Гран-Прі Італії.
2 серпня 2005 придбала компанію з виробництва космічних двигунів Rocketdyne у корпорації Боїнг та перейменувала компанію в Pratt & Whitney Rocketdyne, Inc. 
2020 року United Technologies об'єдналася з Raytheon, утворивши Raytheon Technologies.

## Діяльність
Виторг Pratt & Whitney за 2021 склав 18,15 млрд доларів, що відповідало 28% виторгу Raytheon Technologies. На замовлення уряду США припало 5,14 млрд, на постачання продукції військового призначення в інші країни через уряд США — 1,27 млрд, на комерційну продукцію — 11,2 млрд доларів. По регіонах США припало 9,03 млрд доларів, на Азіатсько-Тихоокеанський регіон — 3,89 млрд доларів, Європу — 3,49 млрд доларів, на Близький Схід — 441 млн доларів.

## Продукція

### Турбореактивні двигуни для комерційної авіації
- JT3D/TF33
- JT4A
- JT8D
- JT9D
- JT12/J60[en]
- PW1000G[en]
- PW2000/F117[en]
- PW4000
- PW6000[en]
- GP7200
- International Aero Engines V2500[en]

### Військові турбореактивні двигуни
- J42 (JT6)[en] (Rolls-Royce Nene)
- J48 (JT7)[en] (Rolls-Royce Tay)
- J52 (JT8A)[en]
- J57 (JT3C)
- TF33 (JT3D)
- J58 (JT11D)[en]
- J75 (JT4A)
- TF30 (JT10)[en]
- F100 (JTF22)
- F119[en] (PW5000)
- F135[en] (розвинений від F119)
- PW1120[en] (розвинений від F100)

### Двигуни внутрішнього згоряння (поршневі)
- Pratt&Whitney R-1340[en] (Wasp)
- Pratt&Whitney R-1690[en] (Hornet)
- Pratt&Whitney R-985[en] (Wasp Junior)
- Pratt&Whitney R-1535[en] (Twin Wasp Junior)
- Pratt & Whitney R-1830 Twin Wasp
- Pratt&Whitney R-2000[en] (Twin Wasp)
- Pratt&Whitney R-2180[en]
- Pratt & Whitney R-2800 Double Wasp
- Pratt&Whitney R-4360[en] (Wasp Major)

### Турбогвинтовий двигун
- Pratt&Whitney T34[en]

### Промислові турбіни
- Pratt & Whitney GG3/FT3
- Pratt&Whitney GG4/FT4[en]
- Pratt & Whitney FT8